# Platte megye (Missouri)
Platte megye az Amerikai Egyesült Államokban, azon belül Missouri államban található. Megyeszékhelye Platte City, legnagyobb városa Kansas City. Lakosainak száma 106 718 fő (2020. április 1.). Platte megye Buchanan, Wyandotte, Leavenworth, Clinton, Clay és Atchison megyékkel határos.

## Népesség
A megye népességének változása:
| Lakosok száma | 89 723 | 90 835 | 92 123 | 93 310 | 96 096 | 106 718 |
|               | 2010   | 2011   | 2012   | 2013   | 2015   | 2020    |